# Hípica

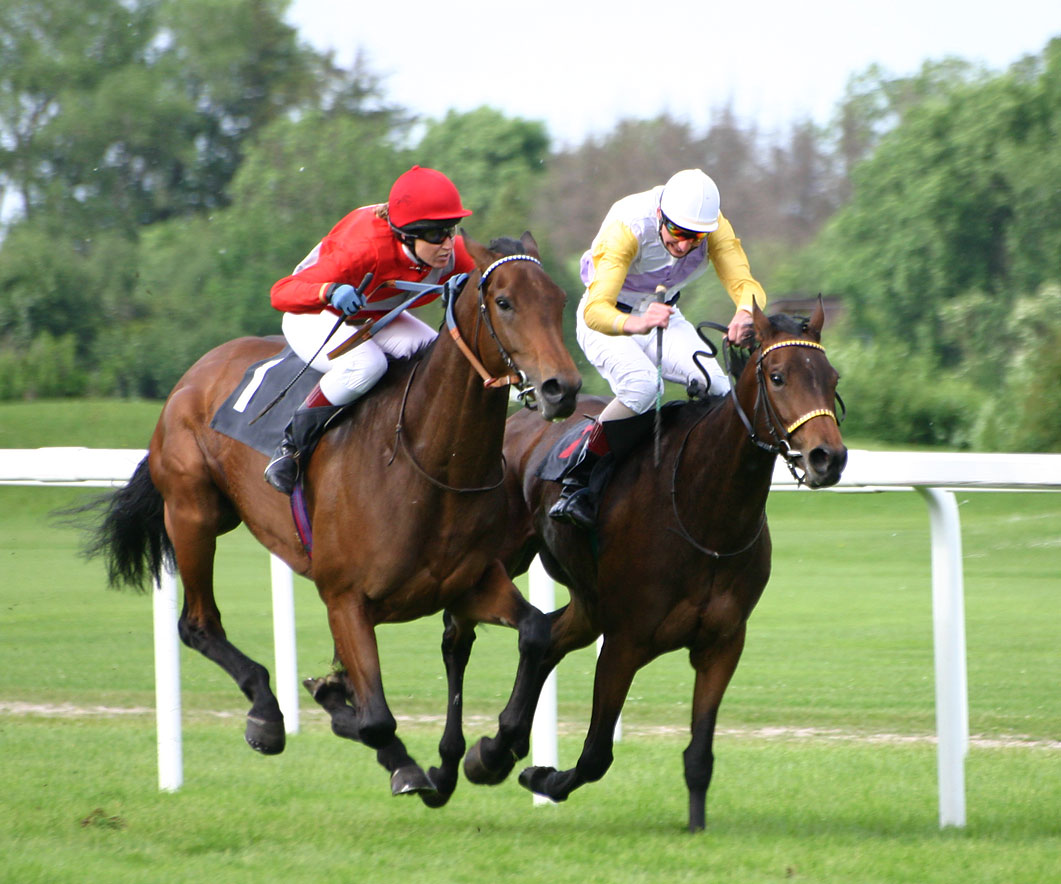
Imagen de una carrera en caballos purasangre. En algunos países de América Latina, el término "hípica" puede aplicarse solo a las carreras de caballos, mientras en España se aplica a todos los deportes ecuestres.

El término hípica se aplica en España a todo lo relacionado con los deportes ecuestres, pero en la mayoría de los países de Iberoamérica se refiere exclusivamente a las carreras de caballos y, sobre todo, a aquellas en las que se realizan apuestas.
Estos deportes se han practicado durante toda la historia, desde las cuadrigas en la época romana, así como las carreras en honor al dios Odín y al gigante Hrungnir en la mitología nórdica. La cría, la doma y las carreras de caballos, han supuesto una gran actividad económica en diversos países. Caballos de pureza excepcional pueden costar millones y a su vez generarlos con facilidad como sementales. Aunque en unos países de lengua española hípica pueda referirse solamente a carreras de caballos, en gran parte de estos países, este término debe entenderse como que se refiere a todos los deportes ecuestres.

## Resumen de las actividades ecuestres

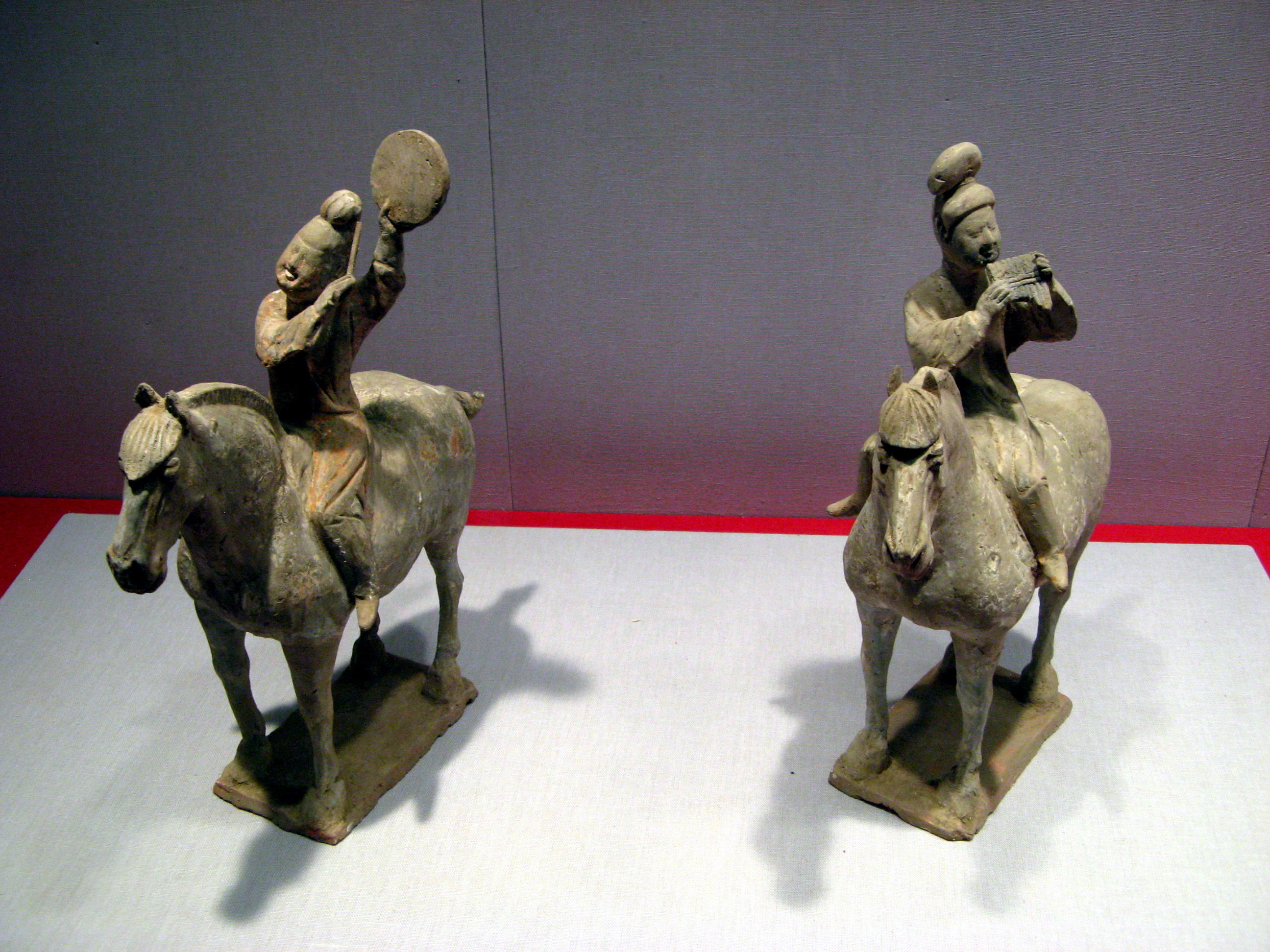
Músicos a caballo, dinastía Tang (618 - 906 d. C.)

Los caballos son entrenados y se montan con fines prácticos de trabajo, como en trabajo policial o para controlar animales de manada en un rancho. También se utilizan en deportes competitivos, incluidos doma clásica, equitación de resistencia, concurso completo, riendas, saltos, fijación de carpas, saltos, polo, carreras de caballos, doma, y rodeo (véase deportes ecuestres adicionales enumerados más adelante en este artículo para obtener más ejemplos). Algunas formas populares de competencia se agrupan en espectáculos de caballos donde los caballos se presentan en una amplia variedad de disciplinas. Los caballos (y otros équidos como las mulas se utilizan para la equitación recreativa no competitiva, como la caza del zorro, montar por senderos o pasear. Hay acceso público a los senderos para caballos en casi todas las partes del mundo; muchos parques, ranchos y establos públicos ofrecen paseos guiados e independientes. Los caballos también se utilizan con fines terapéuticos tanto en competencias paraecuestres especializadas como en equitación no competitiva para mejorar la salud humana y el desarrollo emocional.
Los caballos también conducidos en carreras de trotones, en espectáculos ecuestres y en otros tipos de exhibiciones como recreación histórica o ceremonia, a menudo tirando de carruajes. En algunas partes del mundo, se continúan utilizando para fines prácticos como agricultura. También hay países donde se continúan utilizando para el transporte.
Los caballos continúan utilizándose en el servicio público, en ceremonias tradicionales (desfiles, funerales), policía y patrullas montadas de voluntarios y para búsqueda y rescate a caballo.
Las salas de equitación permiten el entrenamiento del caballo y el jinete en todos los climas, así como la equitación de competición en interiores.

## Historia del uso de caballos

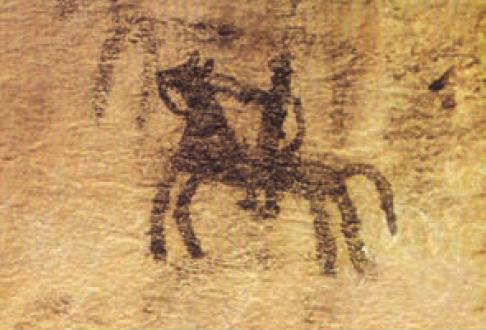
Pintura rupestre prehistórica, que representa un caballo y un jinete. (Cueva Doushe, Provincia de Lorestán, Irán, 8000 a. C.).

Aunque existe controversia sobre la fecha exacta en que se domesticaron los caballos y cuándo se montaron por primera vez, la mejor estimación es que los caballos se montaron por primera vez aproximadamente en el 3500 a. C. La evidencia indirecta sugiere que los caballos fueron montados mucho antes de ser conducidos. Existe alguna evidencia de que alrededor del 3000 a. C., cerca del río Dnieper y el río Don, la gente usaba bocados en los caballos, ya que un semental que fue enterrado allí muestra un desgaste de los dientes consistente con el uso de un bocado. Sin embargo, la evidencia arqueológica temprana más inequívoca de que los equinos se pusieron en funcionamiento fue la conducción de caballos. Carruaje Los entierros alrededor del 2500 a. C. presentan la evidencia más directa y contundente de caballos utilizados como animales de trabajo. En la antigüedad, la guerra de carros fue seguida por el uso de caballos de guerra como caballería ligera y pesada. El caballo jugó un papel importante a lo largo de la historia de la humanidad en todo el mundo, tanto en la guerra como en actividades pacíficas como el transporte, el comercio y la agricultura. Los caballos vivían en América del Norte, pero se extinguieron al final de la Edad del Hielo. Los caballos fueron devueltos a América del Norte por exploradores europeos, comenzando con el segundo viaje de Colón en 1493. El deporte ecuestre se introdujo en los Juegos Olímpicos de Verano del 1900, los segundos juegos olímpicos de la edad moderna, como deporte olímpico con eventos de salto.

## Carreras
La cría, el entrenamiento, las competiciones y las apuestas suponen una importante actividad económica en diversos países. El turf moderno es un medio de mejorar la especie caballar así como una forma de diversión.

## Equitación
La equitación es una especialidad dentro de la hípica que incluye, entre otras, las siguientes disciplinas:
- Doma clásica o adiestramiento.
- Concurso completo.
- Saltos de obstáculos.
- Enganches.
- Enduro ecuestre.
- Doma vaquera.
- Volteo.

## Picadero
Es el lugar donde se adiestra o entrena a los caballos haciéndolos ejercitar y donde los jinetes aprenden a montar o se ejercitan

## Espectáculo ecuestre
Los espectáculos ecuestres se llevan a cabo en todo el mundo con una tremenda variedad de posibles eventos, equipos, vestimenta y estándares de evaluación utilizados. Sin embargo, la mayoría de las formas de competición de espectáculos ecuestres se pueden dividir en las siguientes categorías generales:
- La equitación, a veces llamada montura y manos, se refiere a eventos en los que el jinete es juzgado por su forma, estilo y habilidad.
- La competencias de placer o llano cuentan con caballos que se montan en llano (no se realizan saltos) y se juzgan por sus modales, rendimiento, movimiento, estilo y calidad.
- Cabestro, cría en la mano o clases de conformación , donde el caballo es conducido por un manejador en el suelo y juzgado por su conformación e idoneidad como animal de cría.
- Clases de arnés, en las que se conduce el caballo en lugar de montarlo, pero aun así se juzga por los modales, el rendimiento y la calidad.
- Salto o salto sobre vallas se refiere en términos generales tanto a los saltos como a los cazadores, donde los caballos y los jinetes deben saltar obstáculos.

## Haute école
La haute école ("escuela avanzada" en francés), un componente avanzado de la doma clásica, es un conjunto muy refinado de habilidades que rara vez se usan en la competencia, pero que se ven a menudo en demostraciones.
Los programas de doma clásica líderes en el mundo incluyen:
- El Cadre Noir en Saumur, Francia.
- La Escuela Española de Equitación de Viena, Austria.
- La Escuela Portuguesa de Arte Ecuestre en el Palacio Nacional de Queluz, Portugal.
- La Real Escuela Andaluza de Arte Ecuestre en Jerez de la Frontera, España.

Otros equipos clásicos importantes son los Lipizzaners de Sudáfrica y el Hollandsche Manege de los Países Bajos.

## Disciplinas olímpicas e internacionales
Los eventos ecuestres se incluyeron por primera vez en los Juegos Olímpicos modernos en 1900. En 1912, las tres disciplinas olímpicas que todavía se ven hoy en día formaban parte de los juegos. Las siguientes formas de competición son reconocidas mundialmente y son parte de los eventos ecuestres en los Juegos Olímpicos. Se rigen por las reglas de la Federación Ecuestre Internacional (FEI).

### Doma clásica
La doma clásica ("adiestramiento" en francés) implica el adiestramiento progresivo del caballo hasta un alto nivel de impulso , recolección y obediencia. [8] La doma competitiva tiene como objetivo mostrar al caballo realizando, bajo pedido, los movimientos naturales que realiza sin pensar mientras corre suelto.
El salto comprende un evento cronometrado que se juzga según la capacidad del caballo y el jinete para saltar sobre una serie de obstáculos, en un orden determinado y con la menor cantidad de rechazos o derribos de partes de los obstáculos.
Eventing, también llamado entrenamiento combinado, pruebas de caballos, el evento de tres días, el Militar o la prueba completa, une la obediencia de la doma clásica con la capacidad atlética del salto, el fitness exige la fase de salto de fondo. En el último, los caballos saltan obstáculos fijos, como troncos, muros de piedra, terraplenes, acequias y agua, intentando terminar el recorrido en el "tiempo óptimo". También estuvo la fase de 'Steeple Chase', que ahora está excluida de la mayoría de las competiciones importantes para alinearlas con el estándar olímpico.

### Otras categorías
Las disciplinas adicionales sancionadas internacionalmente pero no olímpicas gobernadas por la FEI son: doma combinada; la resistencia; reinante; y volteo. Estas disciplinas son parte de los Juegos Ecuestres Mundiales FEI cada cuatro años y pueden tener sus propios Campeonatos Mundiales individuales en otros años. La FEI también reconoce el horseball y la carpa como sus dos disciplinas regionales.

### Disciplinas paraecuestres
Las competiciones paraecuestres a nivel internacional, incluidos los Paraolímpicos, también se rigen por la FEI y ofrecen los siguientes eventos de competición:
La Doma paraecuestre se lleva a cabo bajo las mismas reglas que la Doma Clásica convencional, pero con los jinetes divididos en diferentes grados de competencia según sus habilidades funcionales.
La conducción paraecuestre coloca a los competidores en grados según su habilidad.

## Otros deportes ecuestres
- Polo
- Pato (deporte nacional de Argentina)
- Horseball, adaptación del pato
- Volteo ecuestre: En el salto, se coloca una cincha con dos aros en la parte superior alrededor del cañón de un caballo. El caballo también lleva una brida con riendas laterales. El saltador está montado sobre el caballo y realiza movimientos gimnásticos mientras el caballo camina, trota y galopa.
- Gymkhana, competición de diversos juegos cronometrados, también conocida como O-Mok-See en el oeste de Estados Unidos.

## Entidades internacionales relacionadas con la hípica
Fundada en 1921 en Lausana, Suiza, por Francia, Estados Unidos, Suecia, Japón, Bélgica, Dinamarca, Noruega e Italia, la FEI (Fédération Equestre Internationale, en español la Federación Ecuestre Internacional) regula los eventos ecuestres internacionales, en colaboración con las 133 federaciones nacionales,  y  tiene como valores "hacer crecer el vínculo único y mutuamente beneficioso entre el caballo y el ser humano en el deporte a nivel mundial".
Es esta misma institución la que establece el reglamento y aprueba los programas de los campeonatos y, además, buscando garantizar la integridad de los animales, la FEI ha desarrollado un código de conducta basado tanto en su bienestar como en el "fair play". que deben ser adoptados por los jinetes.

## Cuestiones sobre seguridad y salud
Manejar, montar y conducir caballos conlleva riesgos inherentes. Los caballos son animales de gran tamaño con un instinto de carrera o de lucha bien desarrollado, capaces de moverse de forma rápida e inesperada. Cuando está montado, la cabeza del jinete puede estar a hasta 4 m (13 pies) del suelo y el caballo puede desplazarse a una velocidad de hasta 65 km/h (40 mph). Las lesiones observadas van desde lesiones muy leves hasta la muerte.
Un estudio realizado en Alemania informó que el riesgo relativo de sufrir lesiones al montar a caballo, en comparación con andar en bicicleta, era 9 veces mayor para los adolescentes y 5,6 veces mayor para los niños más pequeños, pero que montar a caballo era menos arriesgado que andar en ciclomotor.  En Victoria, Australia, una búsqueda en registros estatales encontró que los deportes ecuestres tenían la tercera mayor incidencia de lesiones graves, después de los deportes de motor y la navegación a motor. En Grecia, un análisis de un registro nacional estimó que la incidencia de lesiones ecuestres era de 21 por 100.000 personas-año para la agricultura y los deportes ecuestres combinados, y 160 veces mayor para el personal de carreras de caballos. Otros hallazgos señalaron que el uso de cascos probablemente previenen lesiones cerebrales traumáticas.
Se estima que en los Estados Unidos cada año 30 millones de personas montan a caballo, lo que genera 50 000 visitas al departamento de emergencias (1 visita por cada 600 jinetes por año). Una encuesta realizada a 679 jinetes en Oregón, Washington e Idaho estimó que en algún momento de su carrera ecuestre uno de cada cinco jinetes resultará gravemente herido, lo que resultará en hospitalización, cirugía o discapacidad a largo plazo. Entre los encuestados, los jinetes novatos tuvieron una incidencia de cualquier lesión tres veces mayor que la de los jinetes intermedios, cinco veces mayor que la de los jinetes avanzados y casi ocho veces mayor que la de los profesionales. Se requieren aproximadamente 100 horas de experiencia para lograr una disminución sustancial del riesgo de lesiones. Los autores de la encuesta concluyen que los esfuerzos para prevenir las lesiones ecuestres deberían centrarse en los jinetes novatos.